# Хормалы
Хорма́лы (чув. Хурамал) — село в Ибресинском районе Чувашской Республики России, административный центр Хормалинского сельского поселения. Расположено в 14 км к востоку от районного центра посёлка Ибреси.

## Этимология
Название села происходит от чувашского слова «хурама», обозначающее дерево, обильно росшее в месте основания села.
Этнографическая группа: анатри.

## История
Выходцы из д. Хорамалы Чебоксарского района основали д. Хормалы.
Богородицкая церковь освящена в 1749 году.
3 марта 1911 года в селе Хормалы Хормалинской волости Цивильского уезда был зарегистрирован отдел Союза русского народа со смешанным русско-чувашским составом.
Председателями Хормалинского отдела СРН были Михайлов А. Д. или  О. Д. — крестьянин, Евдокимов Т. — крестьянин. Товарищами председателя в разное время были Колесов И. Ф., Шуйков В. Н.,  Измайлов И.  — крестьяне.

## Инфраструктура
В селе есть храм, таксомоторный парк, трехэтажная кирпичная школа, открывшаяся в 2000 году, детский сад, магазины, а также закусочная.

## Связь
«Ростелеком», «Билайн», «МТС», «Мегафон», «Tele2 Россия».